# Белоплечий орлан
Белопле́чий (тихоокеа́нский) орла́н (лат. Haliaeetus pelagicus) — очень крупная хищная птица семейства ястребиных, обитающая на прибрежной территории северо-восточной Азии. Питается в основном рыбой. Масса достигает 9,5 кг. Вид занесён в Красную книгу России.

## Описание
Общая длина птицы 105—112 см. Размах крыльев составляет от 195 до 250 см, рекорд составляет — 287 см. Вес самок варьирует от 6200 до 9500 граммов, в то время как самцы значительно легче, их вес — от 4900 до 6800 граммов. У взрослых птиц окраска состоит из сочетания тёмно-бурого цвета с белым (но есть и одноцветная тёмно-бурая вариация). Лоб, оперение голени, малые и средние кроющие крыла, а также рулевые белые, остальное оперение тёмно-бурое. Молодые особи на первом году жизни бурые с белыми основаниями перьев и с охристыми пестринами. Охристые и белёсые пестрины на голове и шее могут сохраняться и у взрослых птиц. Самцы и самки окрашены одинаково, окончательный наряд надевается в трёхлетнем возрасте. Радужина светло-бурая, массивный клюв желтовато-бурый, восковица и лапы жёлтые, когти чёрные. Клюв очень массивный, вероятно, больше, чем у всех других ныне живущих орлов. Общая длина черепа составляет около 14,6 см, а расстояние от зева до кончика клюва составляет около 11,7 см. От других орланов отличается тем, что клюв жёлтый даже у молодых птиц (у молоди других видов коричнево-серый). Как и у всех орланов и других орлов, охотящихся на рыбу, пальцы относительно короткие и крепкие, на нижней стороне пальцев есть шипики, а когти короче и более сильно изогнуты, чем у орлов сопоставимых размеров, живущих в лесах и полях. Все эти приспособления развились для более эффективной охоты прежде всего на скользкую добычу (рыбу).

## Распространение
Белоплечий орлан гнездится на Камчатском полуострове, острове Онекотан на Курилах, в прибрежной зоне вокруг Охотского моря, в низовьях реки Амур, на севере Сахалина и на Шантарских островах. Большинство этих птиц зимуют к югу от своего ареала — на южных Курильских островах, в Хабаровском крае, Приморье, на Сахалине, и на Хоккайдо в Японии. Однако представители вида, возможно, бродячие, обнаруживались и в Северной Америке, на островах Прибилоф и острове Кадьяк (близ Аляски), а также в окрестностях Пекина, Якутска, Чукотке и по некоторым данным даже в Корее и Тайване. Некоторые птицы, преимущественно те, которые гнездятся на морском побережье, могут не мигрировать. Время, продолжительность и степень миграции зависят от ледовых условий и наличия пищи. На п-ове Камчатка белоплечий орлан встречается весь год и повсеместно, за исключением самых высокогорных районов. Зимой может оставаться в границах ареала по всей Камчатке, но значительная часть птиц всё же откочевывает из северных районов в южную часть полуострова или за его пределы. На Камчатку на зиму могут прилетать птицы с Магаданского побережья. Круглогодично белоплечие орланы присутствуют также на севере Сахалина и на континентальном морском побережье в районе низовий Амура.

## Среда обитания и особенности гнездования
Белоплечий орлан селится на участках с высокоствольной древесной растительностью или скалистом побережье. Предпочитает леса в низовьях рек, по берегам лиманов и крупных озер и вдоль морского побережья. Также гнездится на скалистых морских обрывах, на островах и кекурах (предпочтительно с наличием колоний морских птиц поблизости), иногда на скалах в речных долинах. Может селиться и на низких участках побережья вблизи обширных илисто-каменистых литоралей. На приморскую полосу приходится не менее 90 % птиц камчатской популяции. Массивные, тяжелые гнёзда строит из толстых сучьев либо на деревьях (береза, лиственница, тополь, чозения, ольха) на высоте 6-25 м, либо на скалистых уступах или кекурах на высоте от 5 до 120 м (обычно не выше 50 м). Пара орланов может иметь от одного до четырех гнезд, которые использует попеременно в разные годы. Одно гнездо может использоваться 5-8 лет, иногда и до 15 лет. В результате ежегодного ремонта и подновления, гнездо разрастается и достигает 3 м в диаметре и 2 м в высоту. На североохотских реках с блуждающим фарватером орланы бросают старые гнезда на пересыхающих протоках и строят новые на основном русле.

## Образ жизни
Питание — преимущественно крупной и средней рыбой (в особенности лососёвыми). Также питается млекопитающими (зайцами, молодыми песцами, молодыми тюленями), падалью. Привязанность к рыбе обусловила тесную связь белоплечего орлана с морскими побережьями, где этот вид населяет высокоствольные прибрежные леса и скалы, как правило, не далее 50—80 км от моря.
О деталях размножения белоплечего орлана сведений мало.

## Причины занесения в Красную книгу
Рост массового неорганизованного туризма угрожает исконным местам гнездования белоплечего орлана. Известны случаи разрушения и падения гнёзд, а также их разорения наземными хищниками (из семейства куньих) и человеком.

## Галерея

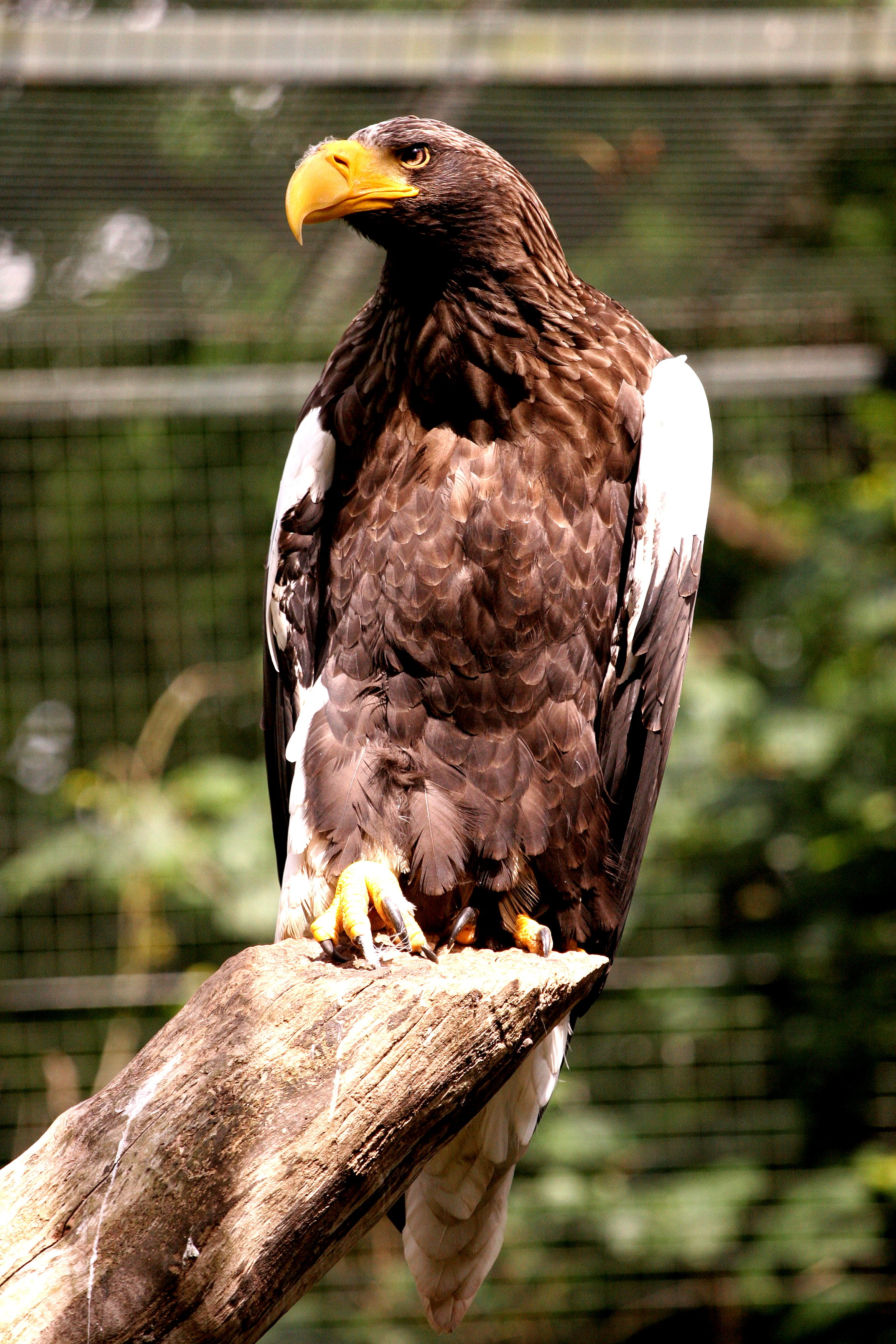
В Эдинбургском зоопарке
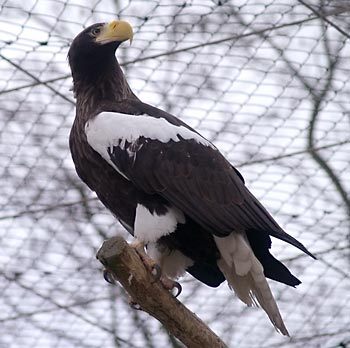
Взрослая особь
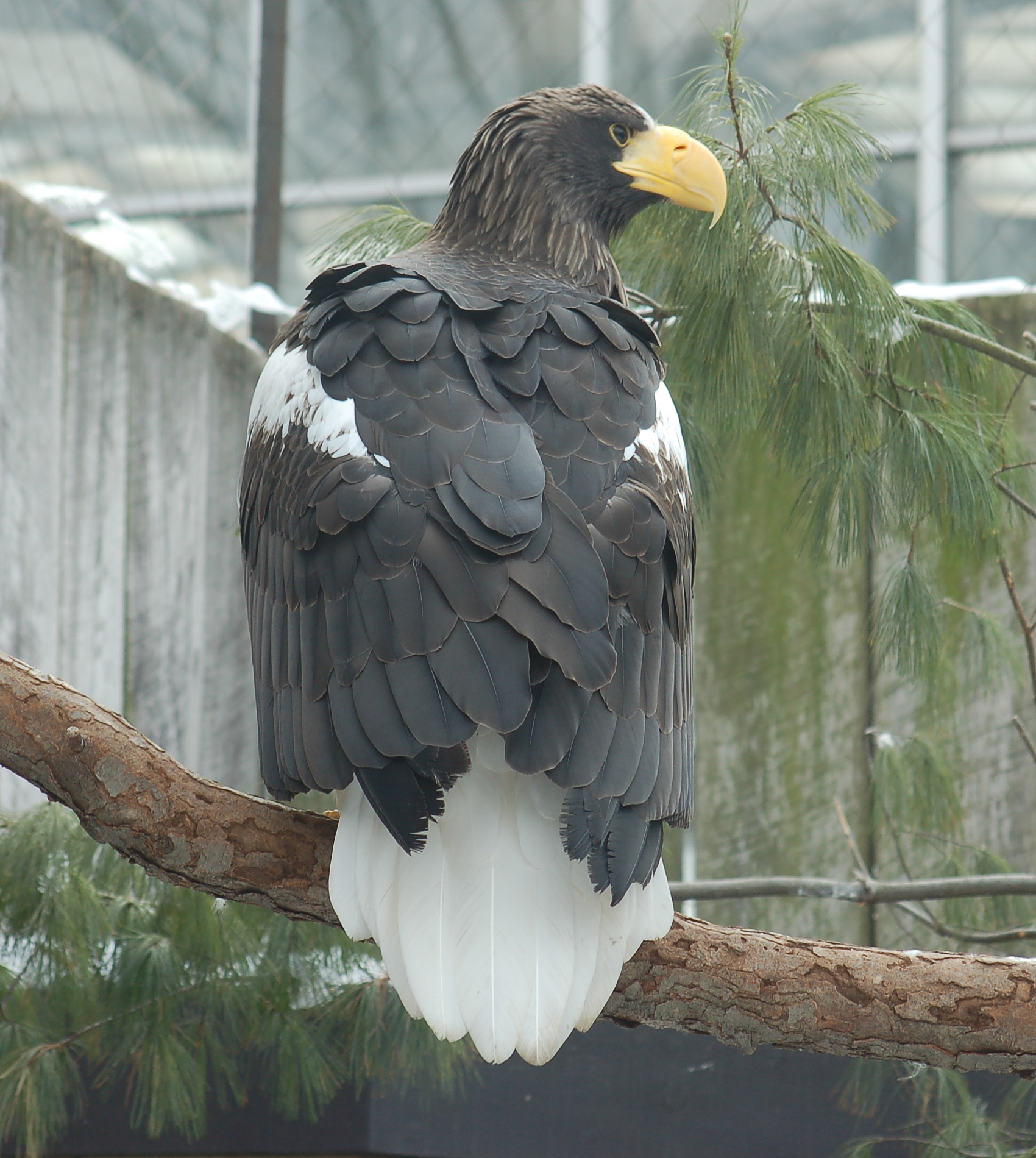
Белоплечий орлан (вид сзади)
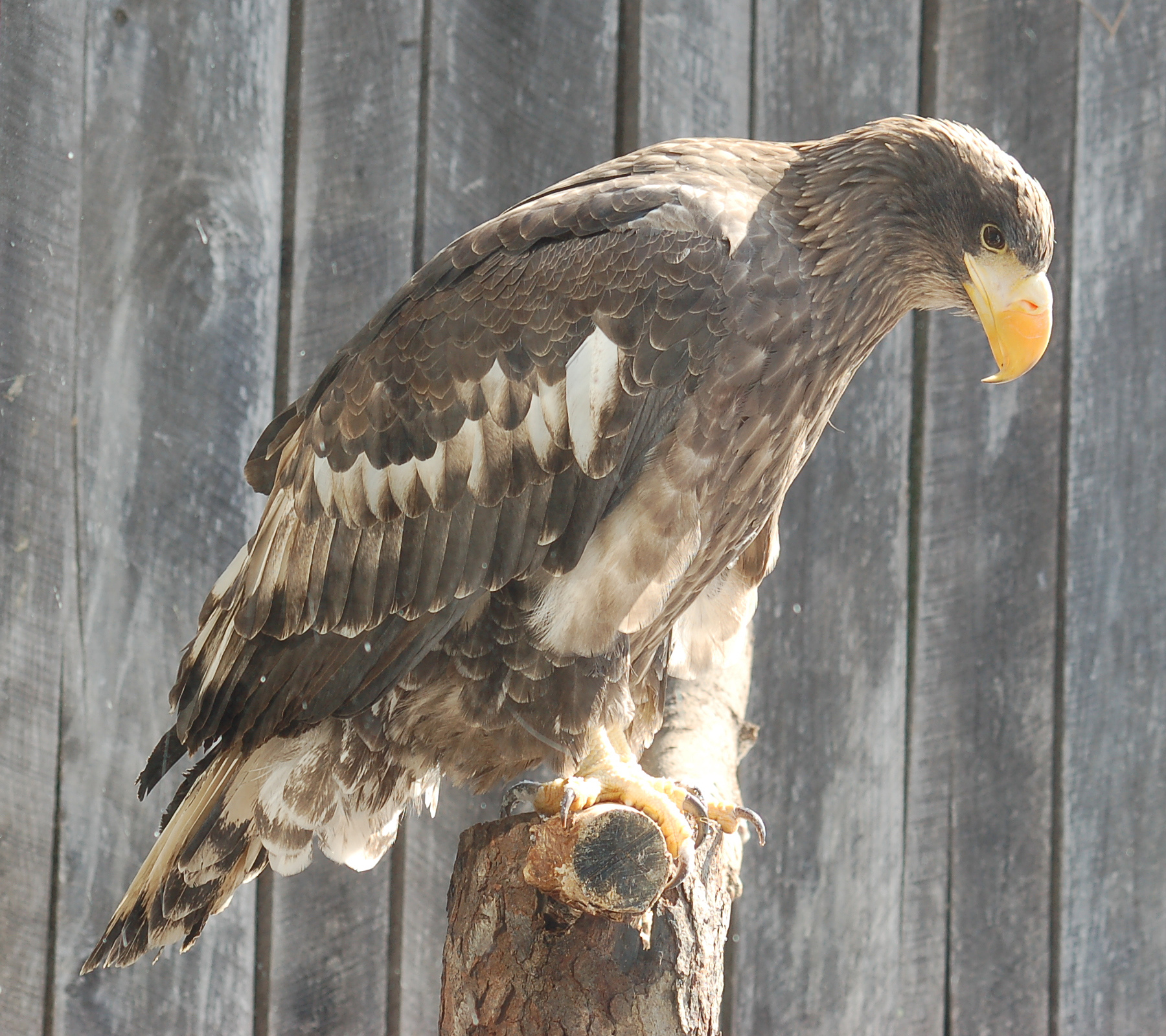
Молодая особь (вид справа)
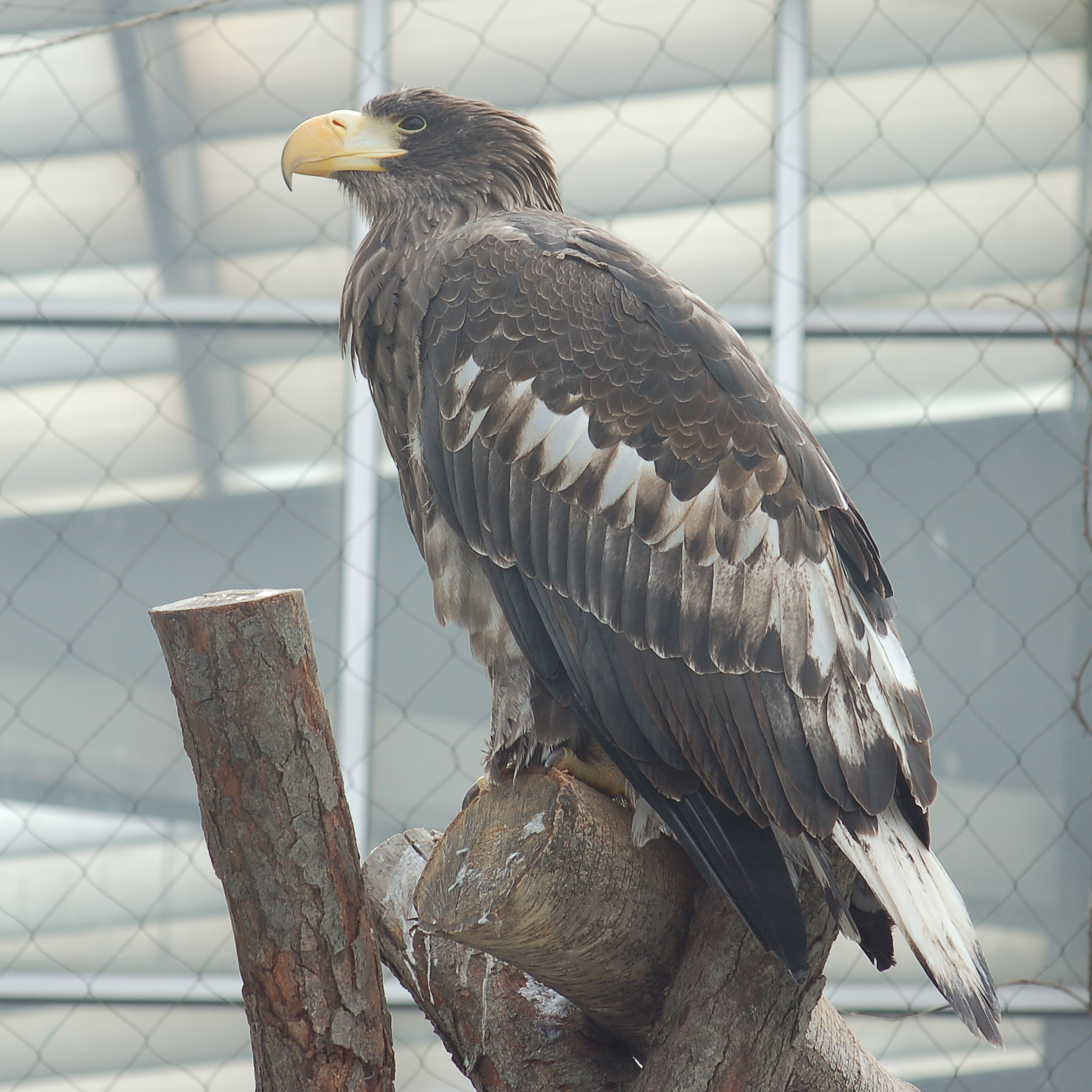
Молодая особь (вид слева)
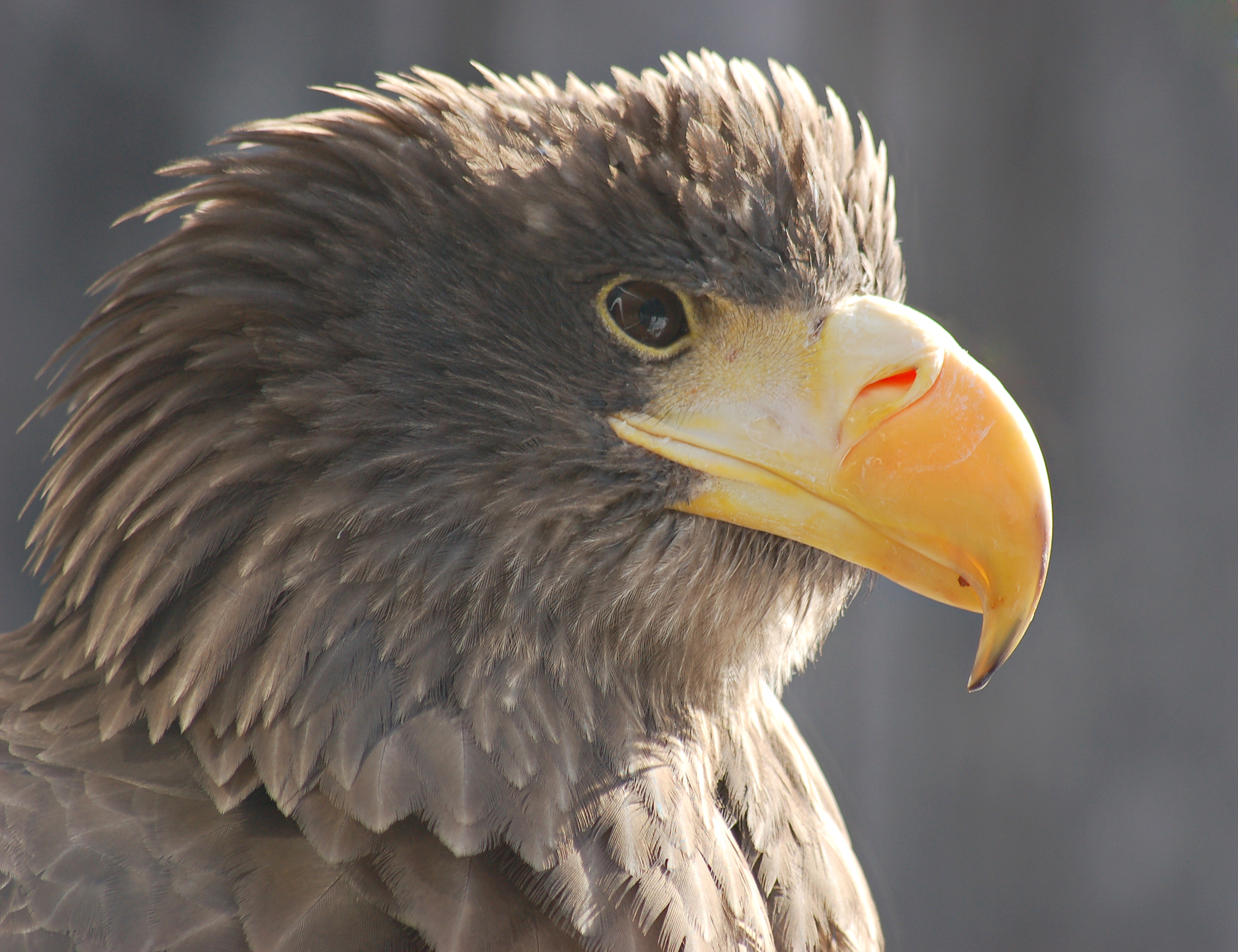
Голова молодого белоплечего орлана
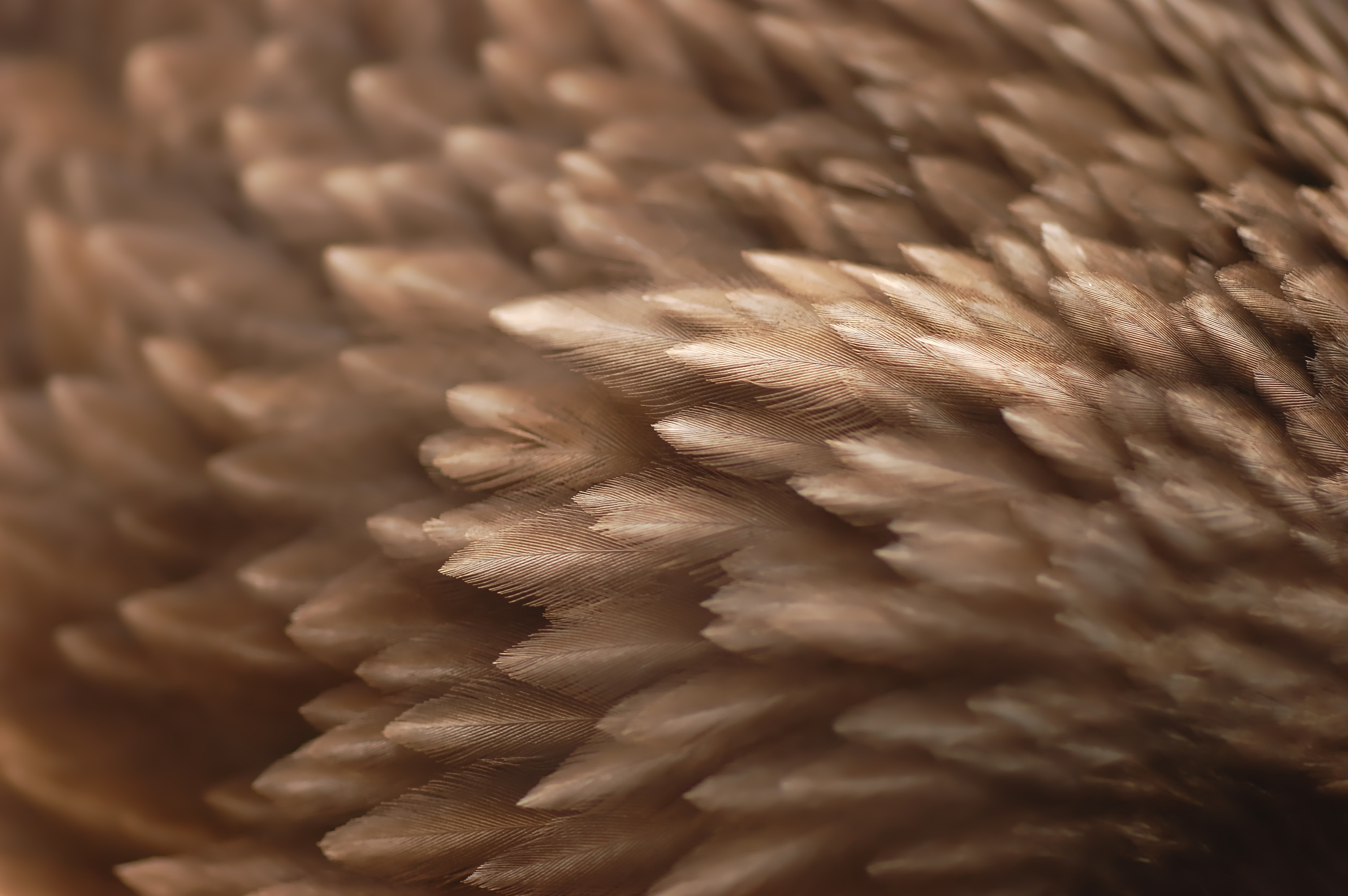
Перья на голове
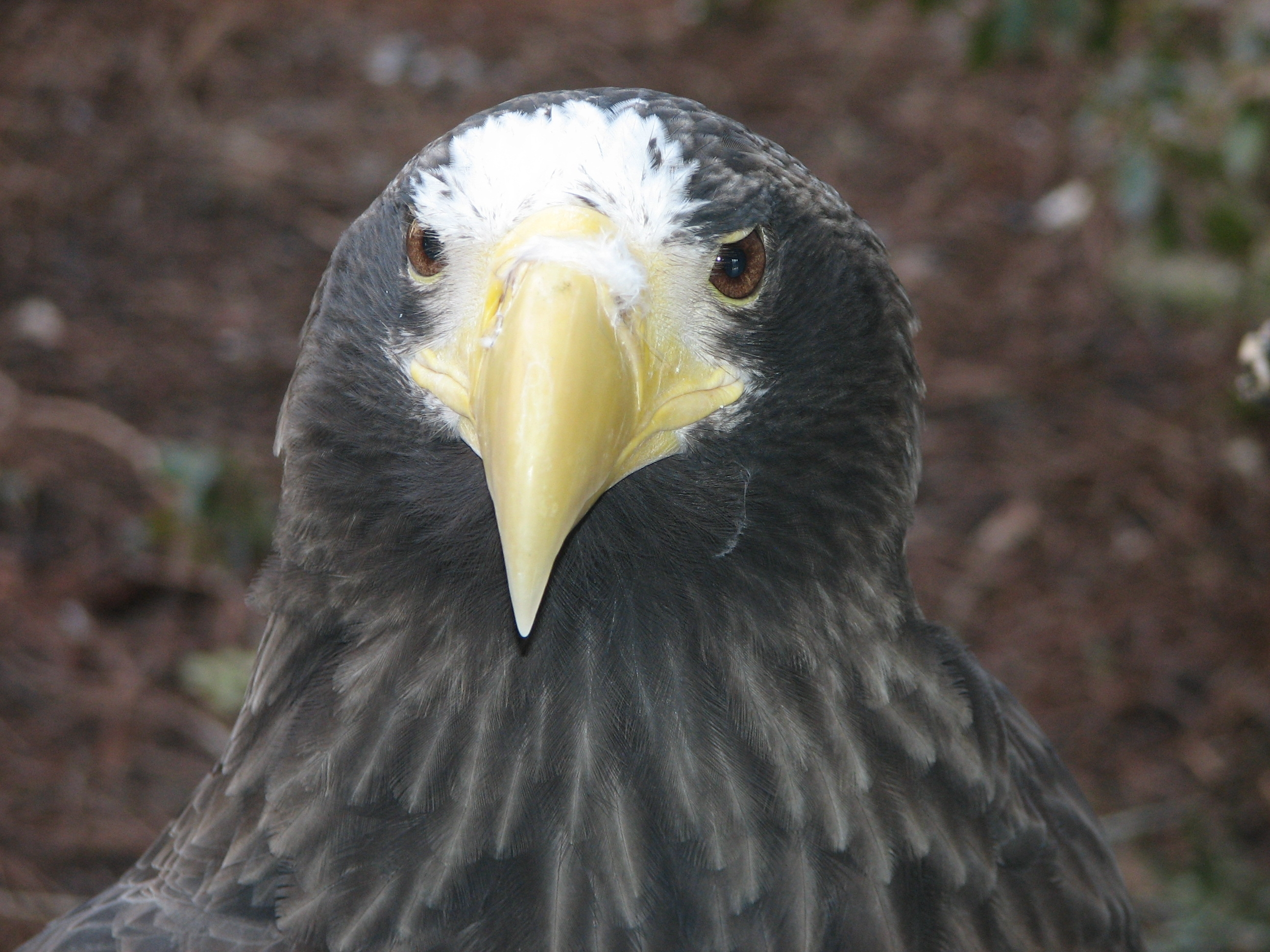
Клюв
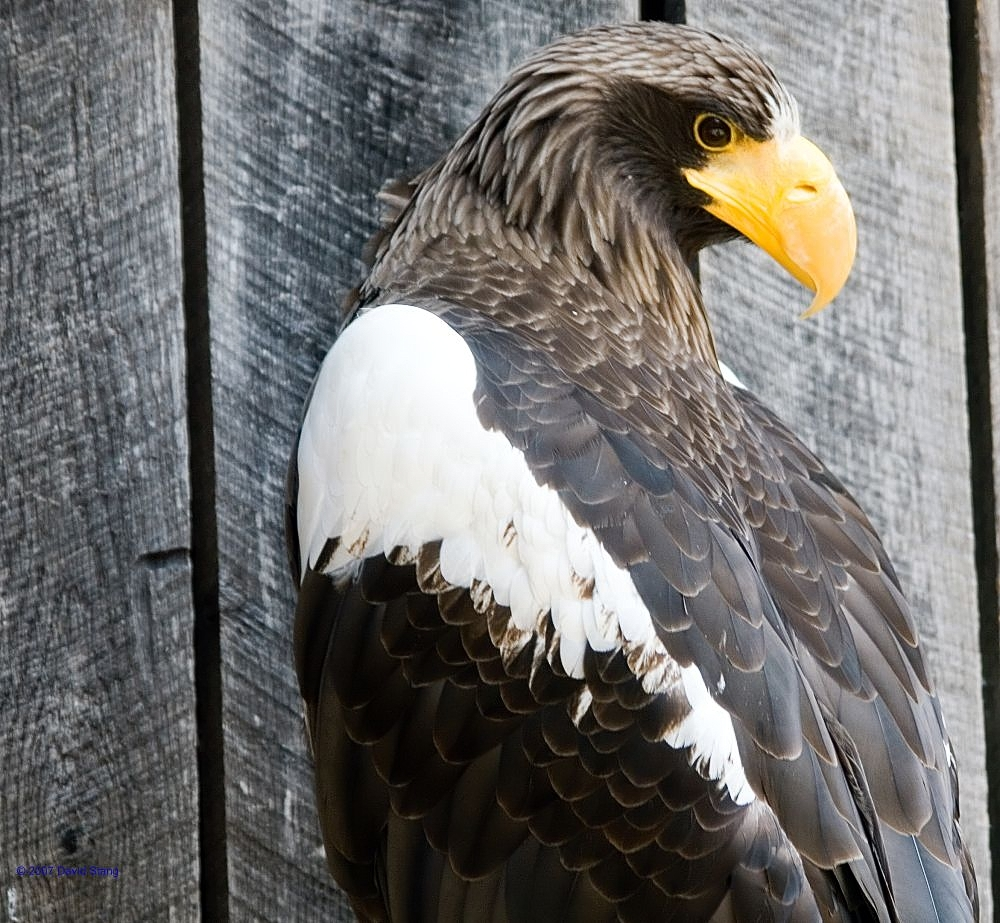
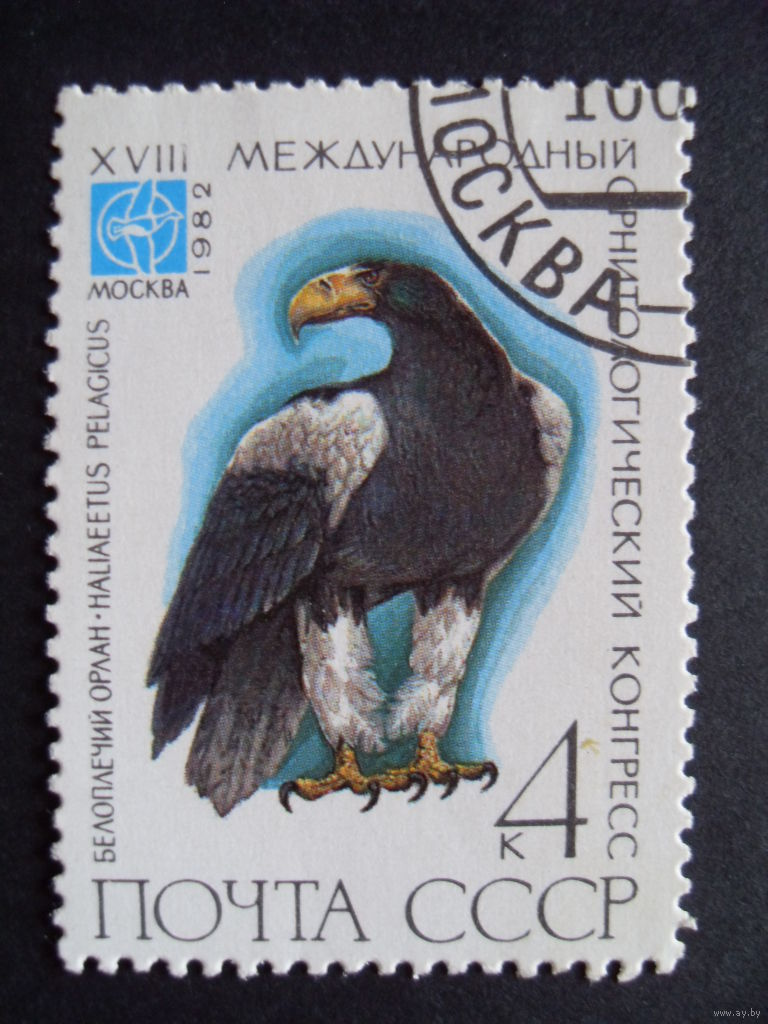
Почтовая марка СССР 1982 года